# Plastisollijm
 Plastisollijm is een lijm die bestaat uit mengsels van pvc-poeders, met daaraan toegevoegd hulp- en vulstoffen.
De lijmverbinding komt tot stand door verhitting van het mengsel. Hierdoor versmelten de poeders met elkaar en met het substraat (ondergrond).
De naam plastisol is een samenvoegsel van plastic en sol (als afkorting van het Engelse solution = oplossing).
Toepassingsgebieden zijn:
- textiel en tapijt
- afdichting tussen plaatdelen (auto's)